# Chris Wilkinson

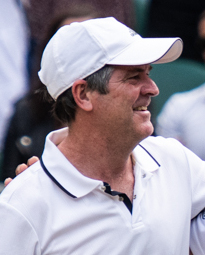
Chris Wilkinson.

Chris Wilkinson (Southampton, 5 de enero de 1970) es un exjugador de tenis de Inglaterra, profesional desde 1989. Representó al Reino Unido en los Juegos Olímpicos de 1992 llevados a cabo en Barcelona, donde venció al jugador marroquí Younes El Aynaoui. El diestro jugador alcanzó su mejor ranking en individuales de la ATP el 13 de septiembre de 1993, cuando alcanzó el 114 del mundo.
Actualmente es entrenador de tenis en la ciudad de Lee-on-Solent, en la costa sur de Inglaterra, donde entrena a jóvenes promesas, además de jugar conjuntamente con Martin Lee en el equipo del club. 